# 브루노 크라이스키
브루노 크라이스키(독일어: Bruno Kreisky, 1911년 1월 22일 ~ 1990년 7월 29일)는 오스트리아의 정치인로 1959년부터 1966년까지 외무장관을, 1970년부터 1983년까지 총리를 역임하였다. 그는 종종 오스트리아에서 가장 성공한 사회주의 정치인으로 인정받고 있으며, 오스트리아를 약소국에서 세계 주요 국가로 탈바꿈한 인물로 여겨진다. 72세에 총리직에서 물러나면서 제2차 세계 대전 이후 가장 최고령 총리로도 남아있다. 국가의 첫 유대인 총리였던 크라이스키는 또한 빈에 국제 기구들을 위하여 업무 단지인 비엔나 국제 센터를 개관한 것으로 유명하였다.

## 어린 시절과 경력
빈에서 산업 재산과 정치 참여가 19세기 초순으로 추적할 수 있었던 부유한 유대인 가족에게 태어났다. 자신의 부르주아지 배경에 대한 비판과 자신의 주변의 빈곤에 분노한 크라이스키는 자신이 16세때 순이론적인 마르크스주의자가 되거나 자신의 가족을 완전히 소외하지 않으면서 사회주의 근로 청년단에 가입하였다. 운이 좋은 상황은 이후에 그가 현대 세계를 향한 진보적이고 사회주의적 태도를 취하면서 마저 낡은 오스트리아의 거의를 감사하게 만들었다.
종교적 문제에서 크라이스키는 불가지론자였으나 유대교 고정관념에서 벗어나는 데 어려운 것을 찾았다. 자신의 가톨릭 동포들과 관계들은 프란츠 쾨니히 추기경과 개인적 우정에 불구하고 다정하기 보다는 옳았다. 시온주의자들이 그를 유대인 대의를 배반했다고 비난했을 때 그는 아랍인과 이스라엘인들 사이에 중재자로서 자신의 유용성을 제한시켰던 자신이 유대인임을 전혀 숙고하지 않았다.
오스트리아 정부는 또한 젊은 변호사를 배신자로 숙고하기도 했다. 1934년의 사회주의 봉기 후 그는 감옥에서 2년을 보내고 1938년 나치 독일의 안슐루스 후에 짧은 시간 동안 게슈타포 감옥에서 경험을 되풀이하였다. 그러고나서 크라이스키는 유대인들이 나라를 떠나는 것에 대한 은혜의 기간을 이용하였다. 제2차 세계 대전 동안 스웨덴에서 그는 소비자 협동조합에서 일을 하고 결혼을 했으며 훗날의 서독 총리 빌리 브란트와 평생의 우정을 쌓았다.
전쟁이 끝난 후 귀국에 그는 외교관 서비스에서 일자리를 찾고 1955년 오스트리아의 독립을 회복한 국가 조약을 협상한 것에 활동적이었다. 그는 1953년 장관직에서 수석 비서관이 되었고, 1959년 외무장관이 되어 동년에 유럽 자유 무역 연합으로 들어가기 위하여 협상들을 지도하였다. 자신의 7년 재직 기간 동안 다른 중요한 활동들은 오스트리아 중립의 틀 안에서 공동 시장과 오스트리아를 연결하려는 노력들과 1918년 이래 이탈리아가 지배하고 있던 독일어 사용 지역인 남티롤의 문제를 해결하는 시도를 포함하였다.

## "카이저 브루노"
야당 오스트리아 국민당이 당 자신에 의하여 내각을 형성하는 데 연정을 버렸을 때 1966년 크라이스키는 외무부를 떠났고 오스트리아 사회민주당 안에서 자신의 지위를 공고히 하는 데 다음 4년의 세월을 이용하였다. 1967년 의장직을 위하여 그는 브루노 피터만을 꺾어 당의 신문에 승리하였고 사회민주당원들을 스칸디나비아식 모델에 사회 개혁을 향한 계급 투쟁의 이념으로부터 방향을 바꾸었다.
사회민주당원들에게 국회에서 상대적으로 다수를 준 선거 승리와 함께 정당의 저변 확대를 위한 크라이스키의 노력들은 1970년에 결실을 맺었다. 연정을 형성할 수 없었던 그는 투표인들이 당에게 절대다수를 주었을 때까지 18개월간 위대롭게 통치했던 약한 소수 내각을 구성하였다. 그러고나서 사회민주당원들은 총리로서 아버지 같은 크라이스키와 함께 13년 동안 홀로 다스렸다. 따라서 그는 합스부르크가 이래 장기적 최고위자가 되어 향수를 불러일으킨 오스트리아인들에게 자신을 "카이저 브루노"로 더빙하는 데 이끌었다.
크라이스키의 성취들은 국내와 국외 둘다에서 주목할 만했다. 국가가 국제 정세에서 중요한 역할을 맡았던 동안 그의 아래 오스트리아는 견고한 국내 번영을 경험하였다. 첫번째는 1970년대 전반적인 경제 상승에 부분적으로 기인했으나 크라이스키는 개방과 타협에 기반을 둔 노동과 자본 사이에 "사회적 파트너십"을 증진시키면서 공헌을 이루었다. 더욱 나아가서 그의 국제적 교제들은 오스트리아의 산업을 위하여 무역 협정 및 계약의 형성에서 경제적 수익을 가져왔다.

## 국제 외교에서 지도자

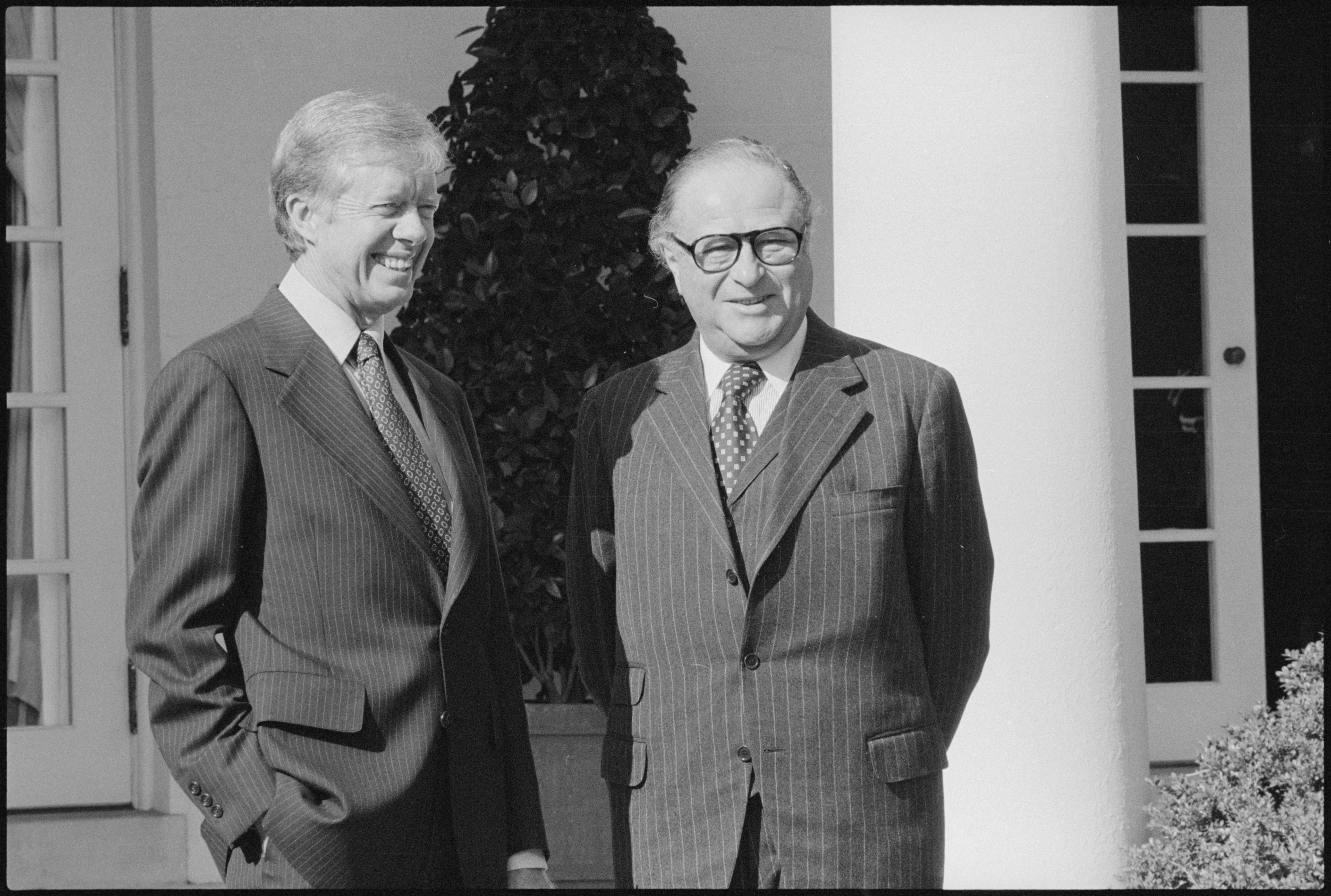
지미 카터 대통령과 함께 (1979년)

크라이스키가 가장 많은 주목을 맏은 국제 무대에 있었다. 그는 초강대국 사이에서 쉽게 움직이고, 공존을 주장하고, 솔직한 진술을 하고 더욱 강력한 지도자들이 만들 수 없었던 주도권을 잡았다. 1974년 크라이스키는 팔레스타인 해방기구의 우두머리 야세르 아라파트와 만나는 데 첫 정부의 우두머리였으며 그것으로 의하여 테러리즘의 은폐물일 뿐으로 생각되었던 운동으로 합법성을 주었다. 그는 공식적인 자격으로 빈을 방문하는 데 아라파트를 초청하면서 그것을 따르고 다른 서유럽 지도자들과 회담들을 주선하였다. 그는 동독의 외교적 고립을 깨기도 하여 1975년 그 국가와 영사 조약을 맺는 데 첫 서방 지도자가 되어 거기에 국빈 방문을 하였다. 그해 그는 리비아를 방문하는 데 사회주의 인터내셔널의 부회장으로서 자신의 지위를 이용하였고 1982년 무아마르 알 카다피를 빈으로 초청하였다. 그는 또한 1980년 이란으로 사회주의 인터내셔널의 임무를 지도하여 상대방 사이에 열린 통신을 유지하는 것의 항상 중요성을 강조하였다.
크라이스키의 외교 정책의 제한들은 그가 비판적인 발언으로 이스라엘의 지도자들을 소외시키고 오스트리아가 아랍 지도자들에게 많이 사용되는 데 너무 약함을 증명했을 때 분명해졌다. 더욱 나아가서 빈은 암살, 시나고그의 폭격과 크라이스키의 생명에 대한 위협과 함께 테러의 표적이 되었다. 그후에 그는 자신과 팔레스타인인들 사이에 거리를 두었다.
오스트리아의 국내와 환경 정치는 결국적으로 그를 반대하였다. 그는 1978년 자신의 개인적인 인기 시험으로 츠벤텐도르프에 있는 원자력 발전소의 시작에 국민 투표를 했으나 투표가 원자력에 반대했을 때 자신이 위협한대로 사임하지 않았다. 크라이스키의 건강이 악화되면서 1980년대 초반의 전세계적으로 경기후퇴가 오스트리아에 타격을 주었다. 그는 한주에 두번이나 투석을 받고 결국적으로 신장 이식을 받았으나 1983년 다시 출마하는 데 자신이 충분히 강하다고 주장하였다. 유권자가 사회민주당원들에게 상대적인 다수 만을 주었을 때 그는 연정을 이끄는 것보다 사임을 하였다. 크라이스키는 1987년까지 사회민주당의 명예 의장을 역임하였다. 1990년 7월 29일 빈에서 79세의 나이로 사망하였다.

## 유산
크라이스키의 성취들은 그의 재임 기간 동안 변형된 빈에서 상징적으로 보일 수 있었다. 현대 지하철 시스템은 대도시를 시중드는 데 놀라운 공학적 성취였고 우뚝 솟은 UNO 시티 건물 단지는 유엔의 여러 부서의 본거지가 되었다.

## 같이 보기
- 오스트리아의 연방총리